# Rio Bălescuțu
O Rio Bălescuţu é um rio da Romênia afluente do rio Bâsca Mică, localizado no distrito de Buzău.